# Alaa Majhub
Alaa Majhub (arabul: علاء ميهوب); (1962. január 9. – ) egyiptomi válogatott labdarúgó. 

## Pályafutása

### Klubcsapatban
1981 és 1992 között az el-Ahlí játékosa volt, melynek tagjaként négy bajnoki címet (1985, 1986, 1987, 1989) szerzett és két alkalommal (1982, 1987) nyerte meg a bajnokcsapatok Afrika-kupáját. 1992 és 1993 között az Olympic Club csapatában játszott.

### A válogatottban
1983 és 1990 között 28 alkalommal szerepelt az egyiptomi válogatottban és 3 gólt szerzett. Részt vett az 1990-es világbajnokságon, de nem lépett pályára egyetlen csoportmérkőzésen sem. Tagja volt az 1986-os afrikai nemzetek kupáján aranyérmet szerző válogatott keretének is.

## Sikerei, díjai
el-Ahlí SC
- Egyiptomi bajnok (4): 1984–85, 1985–86, 1986–87, 1988–89
- Bajnokcsapatok Afrika-kupája győztes (1): 1982, 1987
- Kupagyőztesek Afrika-kupája győztes (3): 1984, 1985, 1986
- Afro-ázsiai klubok kupája győztes (1): 1988

Egyiptom
- Afrikai nemzetek kupája győztes (1): 1986
- Arab nemzetek kupája győztes (1): 1992